# James Blood Ulmer
James Ulmer, detto Blood (St. Matthews, 2 febbraio 1940), è un chitarrista e cantante statunitense.

## Biografia
Nato in Carolina del Sud, ha fatto parte di diversi ensembles soul jazz negli anni '60 e '70 in Pennsylvania, Ohio e a New York. Nei primi anni '70 ha incontrato Ornette Coleman, col quale ha collaborato. Oltre a Coleman, nel suo primo album Tales of Captain Black (1979), appaiono anche Jamaaladeen Tacuma e Denardo Coleman.
Nel 1980 ha formato un gruppo chiamato Music Revelation Ensemble, che ha realizzato diversi album soprattutto negli anni '90.
Altre band in cui è stato o è attivo sono Odyssey e Phalanx. Nel corso della sua carriera ha collaborato con John Patton, Larry Young, David Murray, Jayne Cortez, James Carter, Karl Berger, World Saxophone Quartet, Rip Rig & Panic, Reggie Workman, Rashied Ali e altri.

## Discografia

### Solista
- Tales of Captain Black (1978)
- Are You Glad to Be in America? (1980)
- Free Lancing (1981)
- Black Rock (1982)
- Live at the Caravan of Dreams (1985)
- America - Do You Remember the Love? (1987)
- Wings (1988)
- Blues Allnight (1989)
- Revealing (1990)
- Black and Blues (1990)
- Blues Preacher (1992)
- Harmolodic Guitar with Strings (1993)
- Live at the Bayerischer Hof (1994)
- Plays the Music of Ornette Coleman – Music Speaks Louder Than Words (1995)
- Forbidden Blues (1996)
- Memphis Blood: The Sun Sessions (2001)
- No Escape from the Blues: The Electric Lady Sessions (2003)
- Birthright (2005)
- Bad Blood in the City: The Piety Street Sessions (2007)
- Blues Legacy: Solo Live (2009)
- Live: Black Rock Reunion (2010)
- In and Out (2010)

### Con Music Revelation Ensemble
- No Wave (1980)
- Music Revelation Ensemble (1988)
- Elec. Jazz (1990)
- After Dark (1992)
- In the Name of... (1994)
- Knights of Power (1996)
- Cross Fire (1996)

### Con New Jazz Art Quartet (con John Hicks, Reggie Workman, Rashied Ali)
- Live at Birdland 2000 (2009)

### Con Odyssey the Band
- Odyssey (1983) a nome Ulmer
- Part Time (1984) a nome Ulmer
- Reunion (1997)
- Back in Time (2005)
- Blues Odyssey: Live in Concert (2009)

### Con Phalanx
- Got Something Good for You (1985)
- Original Phalanx (1987)
- In Touch (1988)
- George Adams-James Blood Ulmer Quartet – Jazzbühne Berlin Vol. 12 (1990)

### Con Third Rail
- South Delta Space Age (1995)
- Blue Blood (2001) a nome Ulmer

### Con Rodolphe Burger
- Blood & Burger: Guitar Music (2003)